# Comtat de Dibër
El comtat de Dibër (albanès: Qarku i Dibrës) és un dels dotze comtats en els quals se subdivideix Albània. Té una població de 107,178 habitants en una superfície de 2,586 km2.

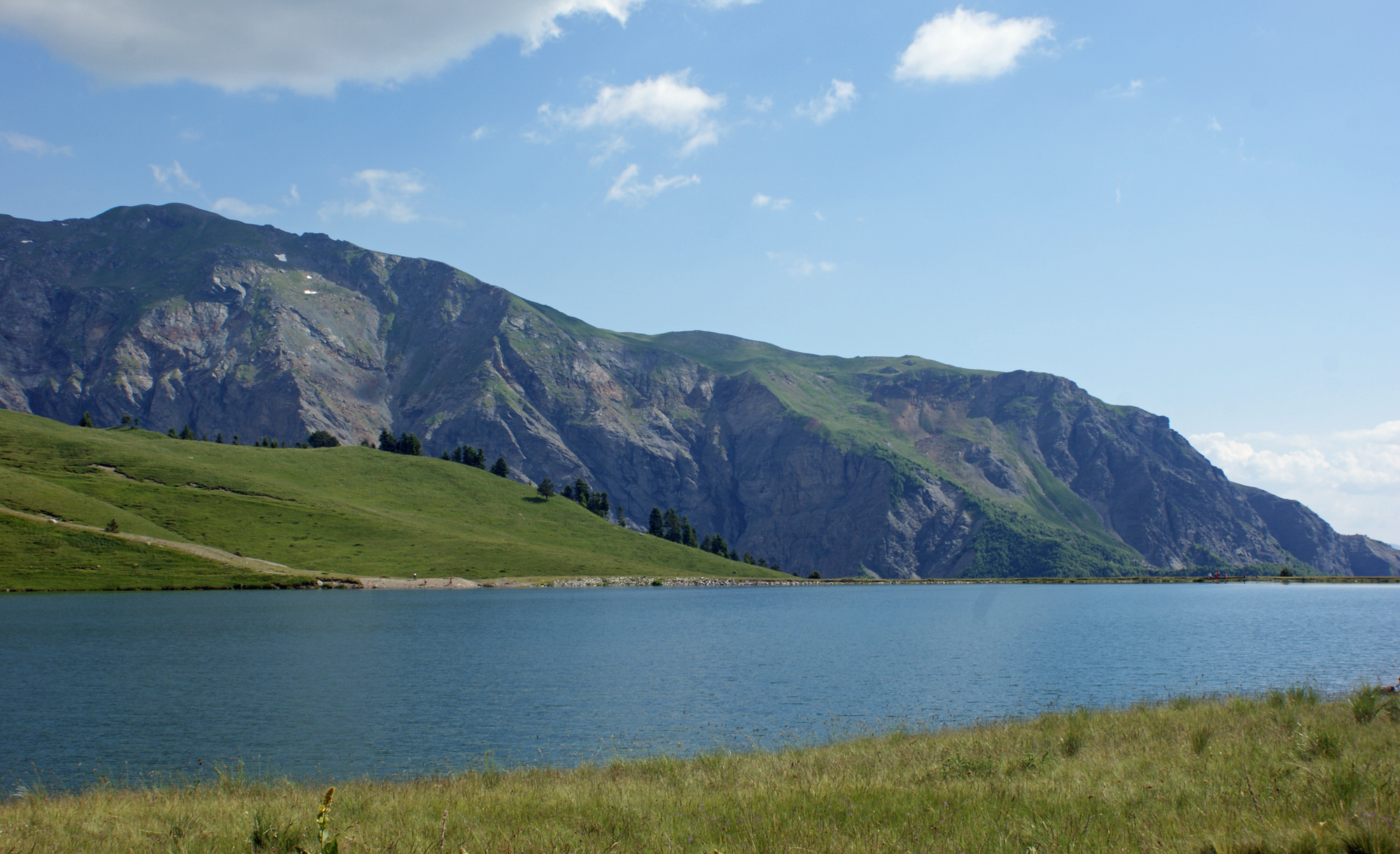
Llac Gramë

El comtat és un dels 12 comtats de la República d'Albània, que abasta una superfície de 2.586 quilòmetres quadrats amb la capital a Peshkopi. El comtat limita amb les unitats administratives de Durrës, Elbasan, Kukës, Lezhë, Tirana i amb Macedònia del Nord. Es divideix en els quatre municipis de Bulqizë, Dibër, Klos i Mat.[3] A més, els municipis es subdivideixen en 290 ciutats i pobles en total.